# Erik Præstehader
Erik Præstehader, eller på norsk: Eirik II Magnusson (1268 – 15. juli 1299), var konge af Norge 1273-1299.

## Baggrund og personlige liv
Erik II Magnusson nedstammede fra kong Olav den Helliges slægt; Olav blev kanoniseret i 1031, hvorfor han også kendes som Skt. Olav. Med Erik Præstehaders kroning sad Olav den Helliges slægt på den norske trone for første gang, siden Olavs halvbror Harald Hårderåde blev eneregent efter Olavs frillesøn Magnus den Gode i 1047. Erik var ældste søn af Magnus Lagabøte og Ingeborg af Danmark, datter af Erik Plovpenning.
Erik Magnusson pådrog sig som ung en hjerneskade efter styrt fra hest. Denne skade er nævnt som årsagen til, at han var dårligt i stand til at styre sit rige, og at han blev udnyttet af magtbegærlige rådgivere.

### Ægteskaber
Han blev gift med Margrete af Skotland, datter af kong Alexander 3. af Skotland, i år 1281; af hende lærte Erik at tale fransk og tysk.
Margaret døde i barselseng i 1283, mens datteren Margaret overlevede. Da hun nu var eneste efterkommer af den skotske kong Alexander 3., blev hun i 1286 kronet som dronning af Skotland, kun tre år gammel; en titel hun beholdt til sin død blot fire år senere i 1290. Hendes død startede den konflikt om den skotske trone, der senere skulle føre til den skotske uafhængighedskrig. Fra den 20. januar til den 2. december 1286 var Erik i Skotland for at støtte sin datter i regentskabet. I 1289 forsøgte Erik med held at sætte et giftermål i stand mellem Margrete og Englands prins Edvard, den senere kong Edvard 2. af England. Da Edvard var søskendebarn af Margretes mor, fik Erik sat giftermålet i stand via en pavelig bulle. Efter Margretes død rejste Erik krav om en stor andel af Skotlands rigsindtægter og forsøgte at bringe sig selv i betragtning til den skotske trone, da han betragtede sig som retmæssig arving efter Margrete; ingen af disse krav fik han held med, og eftertidens historikere anser dem for urimelige efter datidens sædvane. I midten af 1290'erne blev der skelet til disse krav under dannelsen af især den norske udenrigspolitik.
Erik giftede sig igen i 1293 med den da 11 år gamle Isabel Bruce, søster til Robert 1. af Skotland. Med hende fik Erik i 1297 datteren Ingeborg Eriksdatter, der i 1312 blev gift med Valdemar Magnusson af Sverige, greve af Finland. Ingeborg selv blev udnævnt til grevinde af Öland.

## Regeringstid og politik
På Rigsdagen i Bergen i 1273 udråbte Magnus Lagabøte Erik til medregent af Norge og gjorde samtidig sin næstældste søn Håkon til hertug. Ved faderens død i 1280 overtog Erik tronen alene og blev officielt kronet til konge i Bergen d. 2. juli 1281 af ærkebiskop Jon Raude og syv andre biskopper. Ved samme lejlighed sørgede en biskopssynode for at sammensætte en formynderregering, bestående af norske baroner og statsmænd fra hoffet til at regere landet, til Erik blev myndig. Han betegnes ofte som en svag og konfliktsky mand, der gerne lod sig vejlede af sine rådgivere, især af sin mor og af baron Audun Hugleiksson.
Under Erik Præstehaders regeringstid vendte formynderregeringen sig fra den fredelige udenrigspolitik, som Magnus Lagabøte havde ført, til en krigerisk linje, som den Eriks bedstefar Håkon Håkonsson havde ført tyve år tidligere.

### Konflikt med Kirken
Eriks kroning i 1281 blev en begivenhed, der lagde en midlertidig dæmper på den strid, der var under opsejling mellem kronen og kirken,[kilde mangler] da Eriks rådgivere førte en hårdere politik end Eriks far Magnus Lagabøte og lagde sig ud med kirken om dens rettigheder i landet; især spørgsmålet om kirkens retsmæssige status og økonomiske frihed fra staten var der strid om. 
I sin kroningsed lovede Erik at anerkende kirkens gejstlige og finansielle status, men umiddelbart efter kroningen flammede konflikten op igen, idet formynderregeringen annullerede et for kirken fordelagtigt dekret udstedt af Magnus Lagabøte i 1277, der tilkendte kirken nye tiender. Ved den samtidige synode havde ærkebiskoppen stadfæstet kirkens ret til at dømme i kirkeretslige anliggender med trussel om bandlysning for enhver, der krænkede denne ret. Selv om striden tilskærpedes under Eriks regeringstid, viste parterne sig dog i stand til at samarbejde. Således blev det ærkebiskoppen, der kronede Erik og hans dronning Margrete i Bergen. Men samarbejdet til trods tilspidsedes konflikten fortsat, da rådsmanden Bjarne Erlingsson inddrog kirkens ret til at præge mønt dagen efter ærkebiskoppens afrejse fra mødet, hvor denne ret var blevet tilkendt af hertug Håkon Håkonsson. Formynderregeringen førte en konsekvent antikirkelig politik og instruerede således landets jurister og sysselmænd i at "kæmpe for riget og regeringens suverænitet, samt ikke at tåle gejstlige købmænd". Kirkens ret til tiender og til at udskrive økonomiske bøder blev søgt yderligere indskrænket under samme politik. Endelig blev salget af sølv til gejstlige – og således også muligheden for at føre betalingsmidler ud af landet og dermed støtte den hellige krig – forbudt. Ydermere blev kirkeretten indskrænket, og alle sager ført herfor siden Magnus Lagabøtes regeringstid kendt ugyldige. Målet var at føre Kirkens privilegier tilbage til det niveau, det havde før Magnus Lagabøtes indrømmelser. Med ærkebiskoppens død i 1282 brød kirkens modstandsvilje sammen, og regeringen kunne således diktere et forlig i 1283.
Samtidig var der i Norge et stort udbrud af pest, der dræbte mange, herunder også herremænd, og landet blev ramt af hungersnød. Det var på denne tid, at Erik styrtede fra en hest og blev slæbt efter den og pådrog sig flere fysiske skader, herunder en livstruende hovedskade. Det blev af samtiden tolket som straf for den antikirkelige politik. 
Striden sendte til sidst ærkebiskop Jon Raude fra Nidaros i landflygtighed til Skara i Sverige. Det var denne strid, der ansporede senmiddelalderlige historikere til at give Erik tilnavnet præstehader, selv om han reelt stod uden for striden. Senere viste Erik sig endog meget velvillig mod kirken, og han havde et godt forhold til paven.
Striden kulminerede, da biskop Arne af Stavanger nægtede at betale leding til staten, og således stillede sig uden for loven. Regeringen søgte at drage ham til ansvar herfor, hvilket førte til, at ærkebiskop Jon ekskommunikerede kongen, hans mor og vigtige medlemmer af hoffet. Som resultat heraf måtte ærkebiskoppen drage i eksil sammen med biskopperne Anders af Oslo og Thorfinn af Hamar. Deres ejendele blev konfiskerede, og ærkebiskoppens embede blev givet til Jon Brynjulsson, der var en af kongens mænd.[kilde mangler]
Ærkebiskop Jon Raude døde i eksil i Sverige i december 1282. Thorfinn var rejst til Rom for at søge pavens støtte; han døde på hjemrejsen i et flamsk kloster. Anders forsonede sig med kongen og genoptog sit hverv som biskop af Oslo. I 1287 tillod kongen den nye biskop af Hamar, biskop Jorun, at overtage ærkebiskoppens embede i Trondhjem, som stod ledigt.[kilde mangler]
Først efter 1290 nåedes en stabil tilstand, der betød, at kirken havde mistet størstedelen af de rettigheder, den var blevet tilkendt siden 1277.[kilde mangler]

### Konflikt med Hansestæderne
Regeringens forsøg på at begrænse Hansestædernes købmænds privilegier i norske byer førte efterhånden til åben konflikt, som også den danske konge Erik Klipping tog nogen del i, efter Erik Præstehader (eller hans formynderregering) foretog kapring af nogle tyske handelsskibe. Det menes, at især den norske adelsmand Alv Erlingsson var ansvarlig for denne kapervirksomhed og dermed for en stor del af provokationen af Hansestæderne. De vendiske stater med Lübeck i front slog sig sammen med Danmark og effektuerede en blokade i Østersøen, der forhindrede import af korn til Norge. Formynderregeringen så sig i 1285 tvunget til at indgå et forlig med Hansestæderne om handelszoner for fortsat at have spillerum til at opretholde den danskfjendtlige politik, som Håkon Håkonsson havde anlagt. Forliget, der blev indgået i Kalmar i Sverige, kostede Norge 6000 mark sølv og førte til, at de tyske handelsmænd blev fuldstændigt ligestillet med danske købmænd i Bergen. Erstatningssummen var stor nok til at sende Norge ud i den største økonomiske krise, riget havde lidt til dato. Kun forbuddet for Hansestædernes købmænd mod indenrigshandel i Norge samt forbuddet mod varetransport til havne beliggende nordligere end Bergen, der var Norges hovedstad på det tidspunkt, bestod efter det indgåede forlig. Således endte konflikten med, at de tyske købmænd opnåede flere privilegier i Norge, end de havde haft, før konflikten startede.

### Krig med Danmark
Da Erik Klipping blev myrdet i Finderup Lade i 1286, faldt skylden på den danske adelsopposition. Da de blev dømt fredløse, mistede deres besiddelser og tvunget i landflygtighed, fandt de tilflugt i Norge. De stillede sig til rådighed for den danskfjendtlige krigsindsats under for på den måde at genvinde deres tabte positioner i Danmark. Træfningerne er siden kaldt De fredløses krig. De blev anført af Erik 2. og af danske grev Jacob af Halland og den fredløse Stig Andersen Hvide (Marsk Stig), der tidligere havde været Erik Klippings hærfører. Stig Andersen Hvide indtog øen Hjelm i Kattegat, og da grev Jakob opførte fæstningen Hunehals i Nørrehalland, havde de kontrol over adgangen til Østersøen.
Fra 1289 til 1295 gennemførte kong Erik fire store militære kampagner mod Danmark under De fredløses krig. Det primære mål hermed var at tage kontrol over strategisk vigtige støttepunkter i Øresund og på Hallands kyst. Adelsmanden Alv Erlingssons kapervirksomhed menes at have været kraftigt medvirkende til at provokere Hansestæderne til at blokere Øresund; således endte det med, at der i Hindsgavl på Fyn blev forhandlet et foreløbigt forlig i 1295, som blev fornyet i 1298, og som tjente til at normalisere de dansk-norske relationer noget. Nationerne genskabte nogle fælles bånd, og kong Erik fik atter adgang til de varer, han tidligere havde nydt godt af via sin danske mor.

### Politik over for England og Skotland
Som en del af Perth-traktaten havde Magnus Lagabøte solgt Shetlandsøerne og Isle of Man til den skotske konge i 1266. Imidlertid ophørte Skotland med at betale rater af denne handel i 1270, hvilket førte til øgede spændinger mellem Norge og Skotland. Eriks giftermål med den skotske prinsesse Margrete var planlagt til at forbedre dette forhold i Nordsøregionen sammen med hendes anselige medgift på 14.000 Mark Sterling. Af denne medgift skulle halvdelen falde kontant i fire rater mellem 1281 og 1284, mens den anden halvdel skulle komme som indtægt fra handel med skotske varer.
Af større betydning var imidlertid klausulen i ægtepagten, der blev til i Roxburgh i 1281, der gav børn af ægteskabet fuld arveret til den skotske krone, ifald Alexander 3. ikke kunne producere legitime arvinger. Hvis ikke kong Erik ratificerede aftalen, når han blev myndig, skulle Norge betale en bodssum på 100.000 pund sterling i Berwick (senere Berwickshire, et nu nedlagt skotsk len på grænsen til England), ligesom Orkneyøerne skulle afstås. Hvis Skotland ikke overholdt sin del af aftalen, skulle 100.000 pund sterling betales i Bergen. Skotland stillede Isle of Man som sikkerhed herfor. Ydermere udvekslede nationerne gidsler frem til Eriks myndighed. Fra norsk side indgik brødrene Vidkunn og Bjarne Erlingsson. Skotterne stillede 12 adelsmænd som gidsler.
Alt dette skete i 1286. Eriks eneste barn i ægteskabet var Margrete, som nu stod til at skulle arve den skotske trone, hvad Skotlands regering gav samtykke til i november 1289. Samtidig planlagde den engelske kong Edvard I. et ægteskab mellem sin søn og tronfølger prins Edvard II. og Margrete, således at England kunne sikre sig herredømme over Skotland. Ægtepagten mellem Edvard og Margrete blev beseglet i juli 1290. Den syvårige Margrete, der nu var dronning af Skotland, skulle rejse til sit nye kongerige i efteråret samme år, men døde undervejs på rejsen på Orkneyøerne.
Efter Margretes død forsøgte Erik via juridiske argumenter at påberåbe sig retten til den skotske trone, dog uden held. Tronen blev tildelt John Balliol i 1292. Erik måtte affinde sig med finansielle erstatninger i form af den medgift, der fulgte med ægteskabet med Isabel Bruce, samt andre erstatningsforanstaltninger. Edvard I. var dommer i denne sag, og da han heller ikke støttede Norges krav på den skotske trone, kompliceredes forholdet mellem Norge og England som følge heraf. Hidtil havde fredsslutningen fra 1269 dannet grundlag for den engelskvenlige udenrigspolitik, Norge førte. Det var således et brud med denne politik da Norges regering, med Audun Hugleiksson som talsmand, indgik en alliance med Englands ærkefjende Frankrig – en aftale, der blev underskrevet i Paris i efteråret 1295. Audun lovede kong Filip den Smukke, at Norge ville stille militær støtte til Frankrigs krig mod England i et omfang, der reelt ikke var muligt, til gengæld for 30.000 pund sterling, af hvilke Audun fik de 6.000 pund med sig som forskud. Den modydelse, Frankrig påtog sig, var at yde politisk pres på Skotlands konge for at genoptage betalingerne af de skyldte penge. Denne alliance havde ingen afgørende virkning på det norsk-engelske forhold, omend nationerne ikke længere var så tæt forbundne som tidligere. Norge kom heller aldrig til at yde den lovede militære bistand, da den fransk-engelske krig tabte i intensitet og endte med en våbenstilstand i 1297.

### Indenrigspolitik
På trods af omfangsrigt kildemateriale findes der næsten ingen dokumentation for Eriks egne politiske mål. Han blev kronet til konge som 12-årig. To år senere blev han far, og han blev enkemand i 1283 som 15-årig. Samme år styrtede han fra en hest og var herefter delvist handicappet; hans helbred har i hvert fald holdt ham væk fra den politiske scene i længere perioder. Tillige var hans opvækst præget af en afhængighed af andre, i særdeleshed det "Kongelige Råd". Hans intellektuelle evner rakte heller ikke til at udstikke en selvstændig politisk linje for Rådet at følge; under Eriks regeringstid var det overvejende adelsmændene i Rådet, navnlig Audun Hugleiksson og Bjarne Erlingsson, der reelt styrede Norges udenrigspolitik. Ikke desto mindre lagde Rådet vægt på ikke at handle i eget navn, men derimod altid at handle i kong Eriks navn. Dette kom særligt tydeligt til udtryk, da Lodin Lepp blev sendt til Island i 1281 for at indføre lovsamlingen Jónsbók. Islændingene ønskede nogle ændringer i lovteksten, som Lodin Lepp kunne afvise med henvisning til at handle i kraft af kongens eneret til at udstikke love. Den lovgivende ret, Altinget hidtil havde haft, blev for al fremtid sat ud af kraft. Tingsteder skulle således fortsat eksistere, men kun tjene til at håndhæve de allerede bestemte love over for befolkningen. Kongen udstedte love med bistand fra det Kongelige Råd („med gode menns råd“). Den sidste Tingforsamling fandt sted i 1302, hvor en ny tronfølgelov blev vedtaget.

## Eftermæle
Det var under Erik Præstehaders regeringstid, at det norske rigsvåben blev udformet; løven i motivet stammer fra tidligere, men det var Erik, der gav den kronen på hovedet og øksen i poterne, der skulle symbolisere Olav den Helliges helgenværdighed.
Eftersom han ikke fik nogen søn, blev Erik fulgt af sin yngre broder, Håkon 5. Magnusson. Erik blev begravet i katedralen i Bergen, der blev ødelagt i 1531. Stedet, der ligger i den nuværende Bergenhus festning, er markeret som mindeplads.
I den norske folketradition findes et digt på 34 strofer, der kaldes "Kong Eirik og Hugaljod". Det menes hovedsageligt at stamme fra det 14. århundrede og beskæftiger sig overvejende med Eriks bryllup med Margrete.[kilde mangler]